# 光孝寺 (泰州)
泰州光孝寺又名光孝律寺，位于江苏省泰州市海陵区五一路90号，北依护城河，创建于东晋义熙年间。现寺中古建筑仅存西北侧的清代方丈楼，其他建筑则为1988年后所陆续新建，中轴线上依次为山门殿、天王殿、大雄宝殿（最吉祥殿）和藏经楼，其中天王殿前存有江苏省文物保护单位五代铜钟（相传为南唐永年宫钟楼遗物，亦曾在明洪武时悬于钟楼巷的泰州钟楼内），藏经楼内则存有乾隆版《大藏经》（龙藏），东北侧建有供传戒之用的千华戒坛（即将于其上复建戒台殿），为江苏省内仅有的两座戒坛之一。